# الجمعية الرياضية النسائية بمدنين
الجمعية الرياضية النسائية بمدنين، هو فريق تونسي لكرة قدم النسائية تأسس في 1 فبراير 2005 في مدينة مدنين، ولاية مدنين، يلعب هذا الفريق في الرابطة التونسية المحترفة لكرة القدم للسيدات في موسم 2022–23.

## سجل ألقاب النادي
- كأس تونس :

♦ الدور النهائي  (1) : 2012.
- كأس السوبر :

♦ الدور النهائي  (1) : 2012.

## وصلات خارجية
- صفحة الجمعية الرياضية النسائية بمدنين على موقع كوووة.
- الموقع الرسمي للجامعة التونسية لكرة القدم.